# Hongar
Hongar är ett berg i Österrike.   Det ligger i distriktet Vöcklabruck och förbundslandet Oberösterreich, i den centrala delen av landet, 200 km väster om huvudstaden Wien. Toppen på Hongar är 943 meter över havet, eller 69 meter över den omgivande terrängen. Bredden vid basen är 2,2 km.
Terrängen runt Hongar är kuperad åt sydost, men åt nordväst är den platt. Närmaste större samhälle är Altmünster, 5,5 km öster om Hongar. 
Omgivningarna runt Hongar är en mosaik av jordbruksmark och naturlig växtlighet. Runt Hongar är det ganska tätbefolkat, med 70 invånare per kvadratkilometer.